# Diffusion-vægtet magnetisk resonansbillededannelse
Diffusion-vægtet magnetisk resonansbillededannelse (DWI eller DW-MRI) er en billededannelsesteknik der bruger diffusionen af vandmolekyler til at generere kontrast i MR-billeder. Det giver mulighed for kortlægning af molekylernes diffusionsproces, hovedsageligt vand, i biologisk væv, in vivo og ikke-invasivt. Molekylær diffusion i væv er ikke frit, men reflekterer interaktioner med mange forhindringer, såsom makromolekyler, fibre, og membraner. Diffusionsmønstre for vandmolekyler kan derfor afsløre mikroskopiske detaljer omkring vævsarkitekturen, enten i normal eller i sygdomsramt tilstand. En speciel form for DWI, diffusion tensor imaging (DTI) er blevet brugt meget til at kortlægge hvid substans traktografi i hjernen.